# Жорж Вамбст
Жорж Вамбст (фр. Georges Wambst, 21 липня 1902 — 1 серпня 1988) — французький велогонщик.
Олімпійський чемпіон 1924 року в роздільній командній гонці.